# Castiglione Cosentino
Castiglione Cosentino – miejscowość i gmina we Włoszech, w regionie Kalabria, w prowincji Cosenza.
Według danych na rok 2004 gminę zamieszkiwały 3062 osoby, 235,5 os./km².